# Bess Wissler

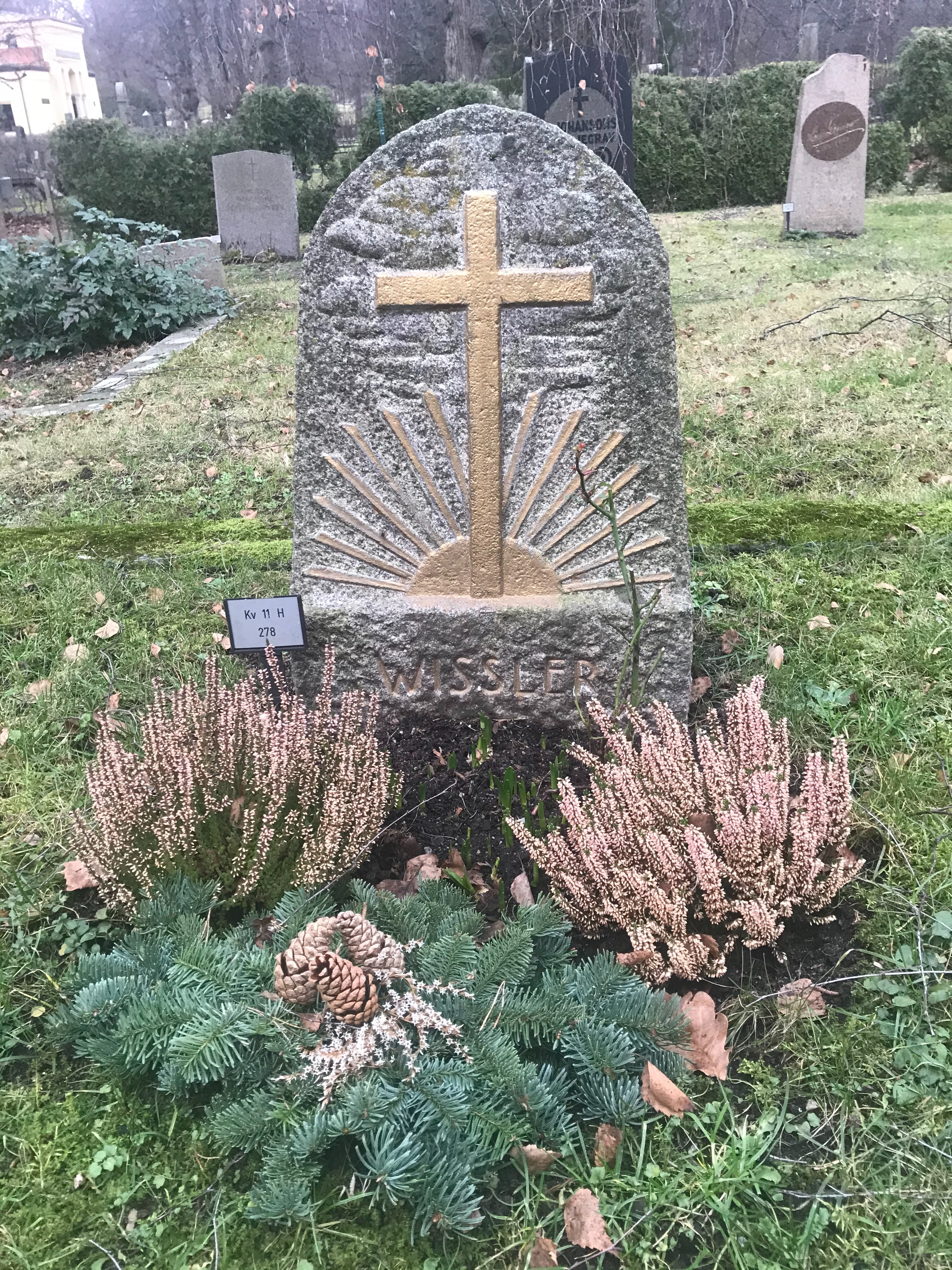
Gravvård på Norra begravningsplatsen

Bertha (Bess) Emalia Wissler, född Östrand 27 december 1866 i Frötuna i Uppland, död 10 juli 1952 i Stocksund, var en svensk teckningslärare och keramiker. 
Hon var dotter till lantbrukaren  och konstnären Carl Israël Östrand och Hedvig Vilhelmina (Mina) Schürer von Waldheim och från 1904 gift med Anders Wissler. Efter att hon avlagt teckningslärarexamen vid Högre konstindustriella skolan i Stockholm arbetade hon som privat teckningslärare i en familj 1885–1887 samt vid Borås elementarläroverk för flickor och Borås tekniska yrkesskola och vikarierande lärare vid Borås högre allmänna läroverk för gossar 1895–1904. Efter sitt giftermål 1904 var sin make behjälplig med formgivning av skålar och vaser i skiftande former och färger. De arbeten de båda makarna utförde gemensamt signerades med en liten stege  och deras sammanflätade initialer. Som självständig konstnär medverkade hon i den svenska konstutställningen på Charlottenborg 1916. Tillsammans med sin man arbetade hon med ett flertal offentliga keramiska utsmyckningar. Bess Wissler är representerad vid bland annat Nationalmuseum och Trelleborgs museum.